# Villa Marullier
Die Villa Marullier ist ein Landhaus aus dem 18. Jahrhundert in San Giorgio a Cremano in der italienischen Region Kampanien. Es liegt im Gebiet der Miglio d’oro, in der Via Enrico Pessina, 17.

## Geschichte und Beschreibung
Ursprünglich gehörte die Villa Emilio Marullier, der sie 1904 an die Familie Starita verkaufte. Diese verkauften sie später weiter, vermutlich an Enrico Pessina.
Das Landhaus grenzt an den Hintereingang der Villa Starita, dem Hauptwohnsitz der Adelsfamilie, deren Haupteingang jedoch auf dem Territorium von Portici liegt. Bereits ab dem Beginn des 20. Jahrhunderts diente das Anwesen als Investitionsimmobilie und wurde daher in mehrere Mietwohnungen aufgeteilt. Daher sind an der Villa nur ziemlich wenige der ursprünglichen Barockelemente erhalten.
Dazu gehören das Hauptportal mit Korbbogen, in dem noch das vollständige, dekorierte Holzgitter erhalten ist, die neugotischen Zinnen und das Rokokodekor am Schlussstein.
An der Straße liegt anschließend an den Eingang zur Villa eine kleine Familienkapelle.